# Gilles De Schrijver
Gilles De Schrijver noto anche come  Gilles De Schryver (Gand, 12 dicembre 1984) è un attore, drammaturgo e sceneggiatore belga di teatro, televisione e cinema.

## Biografia
Ha conseguito, nel 2009, un master in arte drammatica presso il conservatorio di Gand.
Lavora principalmente nelle Fiandre, è bilingue, olandese e francese, il che gli ha permesso di recitare in produzioni francofone del Teatro Nazionale e del Teatro Reale di La Monnaie.
Dal 2013 è direttore artistico del gruppo teatrale di Gand‚ het KIP, per il quale recita, scrive e dirige.
Le produzioni di het KIP sono presentate in Europa e nel mondo in olandese, inglese e francese.
Scrive e produce anche per il cinema e la televisione attraverso la sua società di produzione De Wereldvrede, che dirige con il regista Gilles Coulier.
Ad esempio, ha prodotto la serie cult fiamminga Bevergem.
Tra il grande pubblico, Gilles è conosciuto per le sue interpretazioni nella serie televisiva Code 37 e nel lungometraggio Hasta la vista, due successi internazionali.
Ha anche partecipato a produzioni teatrali dirette da Luk Perceval, Johan De Smet, Koen De Sutter e Piet Arfeuille, e produzioni cinematografiche di Hans Van Nuffel, Nic Balthazar, Tim Mielants e Geoffrey Enthoven.

## Filmografia

### Cinema
- 2007 : Ben X: Coppola
- 2007 : De laatste zomer: Bart
- 2007 : Fal
- 2007 : Ou quoi: Stefan
- 2008 : Victor: Victor
- 2010 : Hitomi: Mathieu
- 2010 : Turquaze: Sven Verbruggen
- 2011 : Hasta la vista: Lars
- 2011 : Code 37 le film: Kevin Desmet
- 2014 : Halfweg di Geoffrey Enthoven
- 2017 : Resurrection di Kristof Hoornaert
- 2017 : Cargo di Gilles Coulier

### Televisione
- 2015 : Tom & Harry
- 2009-2012: Code 37: Kevin Desmet
- 2009 : Flikken: Davy De Prins
- 2009 : Click-ID: Marco
- 2009 : Niemand tandarts
- 2008 : Vermist
- 2008 : 180: Reggi
- 2008 : Aspe
- 2006 : Witse: Tommy Van Ekert

### Teatro
- 2012 : Chicks For Money and Nothing For Free
- 2011 : Werner eet zijn schoen op
- 2010 : Abel & Kaïn
- 2010 : Op de Hoge Doorn
- 2010 : Wie is er bang ?
- 2009 : Metamorfosen
- 2009 : De titel is alvast geweldig!
- 2009 : Zand
- 2008 : Het geslacht Borgia
- 1997 : Pelléas et Mélisande, Teatro Nazionale del Belgio

## Premi
- 2008 : Festival Internazionale del Cinema di Berlino, miglior attore per il ruolo di Stefan in Ou quoi
- 2008 : Brussels Short Film Festival, migliore interpretazione maschile per il ruolo di Stefan in Ou quoi
- 2011 : Edgemar Los Angeles Film Festival, attore più promettente per il suo ruolo di Mathieu in Hitomi